# ۶۳۴ (قمری)
۶۳۴ (قمری)، ششصد و سی و چهارمین سال در گاهشماری هجری قمری است. اول محرم این سال برابر با چهارم سپتامبر سال ۱۲۳۶ میلادی است.